# The Phantom of the Opera (chanson)
Singles par Sarah Brightman
Pie Jesu
(1985) All I Ask of You
(1986)
Singles par Steve Harley
Irresistible
(1985) Heartbeat Like Thunder
(1986)
The Phantom of the Opera est une chanson d'Andrew Lloyd Webber (musique), Charles Hart (paroles), Richard Stilgoe et Mike Batt (paroles additionnelles) de la comédie musicale d'Andrew Lloyd Webber The Phantom of the Opera, créée au Her Majesty's Theatre dans le West End de Londres en 1986.
La chanson fut créée sur scène par Sarah Brightman et Michael Crawford, les interprètes des rôles du Fantôme et de sa protégée dans la production originale,, mais, avant cela, elle fut enregistrée par Brightman avec le chanteur de rock Steve Harley (en), qui fut le choix initial pour le rôle du Fantome, et sortit en tant que single destiné à la promotion de la comédie musicale à venir. Le single (de Brightman et Harley) eut beaucoup de succès en Grande-Bretagne, atteignant le top 10 du hit-parade de ce pays,.

## Reprises
Cette chanson a notamment été reprise par le groupe Nightwish sur l'album Century Child et sur le DVD en concert End of an Era, ainsi que par le groupe japonais Liv Moon sur l'album Double Moon et par la violoniste Lindsey Stirling.
Cette dernière reprise est présente dans la série « The Umbrella Academy » comme thème de fin d'épisode et en tant que thème de Vanya qu'elle interprète en fond sonore du premier épisode.